# Erioxylum
Erioxylum es un género con dos especies de plantas con flores perteneciente a la familia  Malvaceae. Es originario de Norteamérica. Fue descrito por Joseph Nelson Rose & Paul Carpenter Standley y publicado en Contributions from the United States National Herbarium  13(9): 307-308, en el año 1911. La especie tipo es Erioxylum aridum Rose & Standl.

## Especies
- Erioxylum aridum
- Erioxylum palmeri